# Mockfjärds distrikt
Mockfjärds distrikt är ett distrikt i Gagnefs kommun och Dalarnas län. Distriktet ligger omkring Mockfjärd i mellersta Dalarna.

## Tidigare administrativ tillhörighet
Distriktet inrättades 2016 och utgörs av en del av Gagnefs socken i Gagnefs kommun.
Området motsvarar den omfattning Mockfjärds församling hade 1999/2000 och fick 1934.

## Tätorter och småorter
I Mockfjärds distrikt finns en tätort och tre småorter.

### Tätorter
- Mockfjärd

### Småorter
- Bröttjärna
- Färmsnäs
- Myrholen